# Майк Баєрс
Майкл Артур Баєрс (англ. Michael Arthur Byers, 11 вересня 1946, Торонто — 16 вересня 2010, Каліфорнія) — канадський хокеїст, що грав на позиції правого нападника.

## Ігрова кар'єра
Професійну хокейну кар'єру розпочав 1967 року.
Протягом професійної клубної ігрової кар'єри, що тривала 11 років, захищав кольори команд «Торонто Мейпл-Ліфс», «Філадельфія Флаєрс», «Лос-Анджелес Кінгс», «Баффало Сейбрс», «Лос-Анджелес Шаркс» (ВХА), «Нью-Інгленд Вейлерс» (ВХА) та «Цинциннаті Стінгерс» (ВХА).
Усього провів 166 матчів у НХЛ, включаючи 4 гри плей-оф Кубка Стенлі.